# العمدان
قرية العمدان هي إحدى القرى التابعة لمركز الرياض في محافظة كفر الشيخ في جمهورية مصر العربية. حسب إحصاءات سنة 2006، بلغ إجمالي السكان في العمدان 3110 نسمة، منهم 1522 رجل و1588 امرأة.